# Elżbietów (Radomsko)
Elżbietów – część miasta Radomska położona w jego wschodniej, rolniczej, części, w rejonie ul. Krańcowej. Stanowi najdalej na wschód wysuniętą część Radomska. Do 1977 odrębna miejscowość.

## Historia
Elżbietów to dawna wieś. Do 1954 należał do gminy Dmenin w powiecie radomszczańskim (1867–1922 pn. noworadomski), początkowo w guberni piotrkowskiej, a od 1919 w woj. łódzkim. Tam 2 listopada 1933 wsie Kietlin i Elżbietów utworzyły gromadę o nazwie Kietlin w gminie Dmenin. Podczas II wojny światowej gromadę Kietlin włączono do Generalnego Gubernatorstwa (dystrykt radomski, Landkreis Radomsko, gmina Radomsko). Po wojnie w województwie łódzkim, gromada Kietlin stanowiła jedną z 16 gromad gminy Radomsko w powiecie radomszczańskim.
W związku z reformą znoszącą gminy jesienią 1954 roku, włączony do nowo utworzonej gromady Kietlin, a po jej zniesieniu 31 grudnia 1961 – do nowo utworzonej gromady Radomsko. Tam przetrwał do końca 1972 roku, czyli do kolejnej reformy gminnej.
1 stycznia 1973 wszedł w skład reaktywowanej gminy Radomsko w powiecie radomszczańskim w województwie łódzkim. W latach 1975–1977 należał administracyjnie do województwa piotrkowskiego.
1 lutego 1977 wieś Elżbietów wyłączono z gminy Radomsko i sołectwa Kietlin, włączając go do Radomska.